# Monety kolekcjonerskie III RP w 2002
W 2002 roku Narodowy Bank Polski wyemitował 16 monet kolekcjonerskich: 10 srebrnych i 8 złote.

## Spis monet
| Moneta                                                                         | Nominał     | Stop   | Średnica (mm)   | Masa (g) | Nakład | Data emisji     | Projektant                                    | Wizerunek    |
| ------------------------------------------------------------------------------ | ----------- | ------ | --------------- | -------- | ------ | --------------- | --------------------------------------------- | ------------ |
| Kazimierz III Wielki (1333-1370) Seria: Poczet królów i książąt polskich       | 100 złotych | Au 900 | 21              | 8        | 2 400  | 6 lutego        | Ewa Tyc-Karpińska                             | Awers Rewers |
| Żółw Błotny (łac. Upupa epops) Seria: Zwierzęta Świata                         | 20 złotych  | Ag 925 | 38,61           | 28,28    | 35 000 | 6 lutego        | Ewa Tyc-Karpińska / Andrzej Nowakowski        | Awers Rewers |
| Bronisław Malinowski (1884-1942) Seria: Polscy Podróżnicy i Badacze            | 10 złotych  | Ag 925 | 32              | 14,14    | 33 500 | 6 marca         | Ewa Tyc-Karpińska                             | Awers Rewers |
| Władysław II Jagiełło (1386-1434) Seria: Poczet królów i książąt polskich      | 100 złotych | Au 900 | 21              | 8        | 2 200  | 17 kwietnia     | Ewa Tyc-Karpińska / Anna Wątróbska-Wdowiarska | Awers Rewers |
| Mistrzostwa Świata w Piłce Nożnej 2002 Korea/Japonia                           | 10 złotych  | Ag 925 | 32              | 14,14    | 55 000 | 8 maja          | Robert Kotowicz                               | Awers Rewers |
| Mistrzostwa Świata w Piłce Nożnej 2002 Korea/Japonia                           | 10 złotych  | Ag 925 | 32              | 14,14    | 65 000 | 8 maja          | Robert Kotowicz                               | Awers Rewers |
| Mistrzostwa Świata w Piłce Nożnej 2002 Korea/Japonia                           | 100 złotych | Au 900 | 21              | 8        | 4 500  | 8 maja          | Robert Kotowicz                               | Awers Rewers |
| Jan Paweł II                                                                   | 10 złotych  | Ag 925 | 32              | 14,14    | 80 000 | 27 maja         | Ewa Tyc-Karpińska                             | Awers Rewers |
| Jan Paweł II                                                                   | 200 złotych | Au 900 | 27              | 15,50    | 5 000  | 27 maja         | Ewa Tyc-Karpińska                             | Awers Rewers |
| August II Mocny (1697-1706; 1709-1733) Seria: Poczet królów i książąt polskich | 10 złotych  | Ag 925 | 32              | 14,14    | 30 000 | 4 września      | Ewa Tyc-Karpińska                             | Awers Rewers |
| Zamek w Malborku Seria: Zabytki Kultury Materialnej w Polsce                   | 10 złotych  | Ag 925 | 36,61           | 28,28    | 51 000 | 23 października | Roussanka Nowakowska                          | Awers Rewers |
| Generał broni Władysław Anders (1892-1970)                                     | 10 złotych  | Ag 925 | 32              | 14,14    | 40 000 | 6 listopada     | Ewa Tyc-Karpińska / Andrzej Nowakowski        | Awers Rewers |
| Jan Matejko (1838-1893) Seria: Polscy Malarze XIX/XX wieku                     | 20 złotych  | Ag 925 | 40 x 28 (klipa) | 28,28    | 57 000 | 11 grudnia      | Ewa Tyc-Karpińska                             | Awers Rewers |